# Karl Derksen
Karl Derksen ('s-Heerenberg, 24 juli 1937 – Utrecht, 10 juni 2002) was een Nederlandse katholieke theoloog. Derksen was lid van de orde der dominicanen. Hij was co-provinciaal van de dominicanen in Nederland geweest.

## Loopbaan
Derksen volgde middelbaar onderwijs (intern) aan het St.-Dominicuscollege in Nijmegen. Hij trad in 1956 toe tot de Order der Dominicanen. Hij broederschapskarakter was hem blijvend dierbaar en hij zocht altijd naar nieuwe gemeenschapsvormen. Hij studeerde filosofie aan de opleiding van de dominicanen in Zwolle. Hij onderging er de invloed van Karl Barth, Josef Hromadka, Gustavo Gutiérrez en Edward Schillebeeckx. Van beslissende invloed voor zijn theologische vorming was echter de Duitser Johann-Baptist Metz. Hij sloot zijn studie af met een lectoraatsexamen. Later (v.a. 1973) doceerde Derksen godsdienst aan het Humanistisch Opleidingsinstituut.
Derksen was jarenlang actief binnen de vredesbeweging. In Nederland was hij actief in de PSP en in de organisatie Kerk en Vrede. Ook buiten Nederland was Derksen bij de vredesbeweging betrokken. Hij was voorzitter van de Berlijnse Conferentie van Europese Katholieken een door de DDR gefinancierde organisatie die zich met name richtte op Oost-Europese katholieken. Daarnaast was hij lid van de Praagse Vredesconferentie. Hij behoorde tot de oprichters van Christenen voor het Socialisme. Sinds 1968 woonde Derksen in het Giordano Brunohuis, een oecumenisch gemeenschapshuis, in Utrecht.
In Nederland was Derksen een van de oprichters van de Basisbeweging Nederland, van de Acht Mei Beweging en de Vereniging voor theologie en maatschappij. Tevens was hij hoofdredacteur van het maandblad Wending en van het blad Bazuin. Hij was lid van de Stuurgroep van De Linker Wang (gelieerd aan GroenLinks.
Als socialist voelde Derksen zich aangesproken tot de libertaire en communautaire variant. Hij was sterk antikapitalistisch ingesteld en een overtuigd antifascist.
Karl Derksen overleed in 2002 aan de gevolgen van kanker.

## Werken
- Basisbeweging van Christenen (1981)